# Thomas Buck Reed

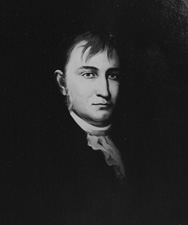
Thomas Buck Reed

Thomas Buck Reed (* 7. Mai 1787 bei Lexington, Kentucky; † 26. November 1829 in Lexington, Kentucky) war ein US-amerikanischer Politiker (Demokratisch-Republikanische Partei), der den Bundesstaat Mississippi im US-Senat vertrat.
Der aus Kentucky stammende Thomas Reed besuchte in seiner Heimat die öffentlichen Schulen und setzte seine Ausbildung dann am College of New Jersey fort, der späteren Princeton University. Er studierte die Rechtswissenschaften, wurde in die Anwaltskammer aufgenommen und begann 1808 in seiner Heimatstadt Lexington zu praktizieren. Im Jahr darauf zog er nach Natchez im Mississippi-Territorium, wo er 1811 als städtischer Beamter (Clerk) angestellt wurde. 1813 bewarb er sich um die Wahl zum Delegierten des Territoriums im US-Repräsentantenhaus, hatte dabei aber keinen Erfolg. Nach der Gründung des Staates Mississippi amtierte er von 1821 bis 1826 als dessen Attorney General.
1825 wurde Reed in das Repräsentantenhaus von Mississippi gewählt, nahm das Mandat jedoch nicht wahr. Im folgenden Jahr entschied er die Nachwahl um den ersten Sitz Mississippis im US-Senat für sich, der nach dem Rücktritt von David Holmes kommissarisch von Powhatan Ellis eingenommen worden war. Er verblieb vom 28. Januar 1826 bis zum 3. März 1827 im Kongress, verfehlte aber die direkte Wiederwahl. Im Jahr darauf bewarb er sich um den zweiten Sitz seines Staates und gewann die Wahl zum Nachfolger des nicht mehr kandidierenden Thomas Hill Williams. Er kehrte am 4. März 1829 in den Senat zurück, starb aber bereits im November desselben Jahres.